# Kościół św. Barbary w Żabikowie
Kościół Świętej Barbary w Żabikowie – jeden z czterech lubońskich kościołów parafialnych, w powiecie poznańskim, w województwie wielkopolskim. Mieści się przy placu bł. Edmunda Bojanowskiego, w dzielnicy Żabikowo. Należy do dekanatu lubońskiego.

## Historia
Jest to dawny kościół ewangelicko-unijny, wybudowany w latach 1908–1912 w centrum powstającego od 1905 roku na żabikowskich polach zespołu budynków przeznaczonych dla kolonistów niemieckich. W 1945 został przejęty przez katolicką parafię św. Barbary, erygowaną już w 1928 roku. Dzięki wysiłkom parafian i ówczesnego proboszcza, ks. Mariana Tomaszewskiego, budowla została odbudowana i przystosowana do wymagań kultu rzymskokatolickiego. W 1951 został przeprowadzony gruntowny remont świątyni, kościół został odmalowany, a sklepienie zostało przyozdobione malowidłami Tadeusza Szukały. Konsekrowany w dniu 27 czerwca 1963 roku przez arcybiskupa Antoniego Baraniaka. 

## Wyposażenie
W głównym ołtarzu mieści się obraz św. Barbary pędzla Włodzimierza Bartoszewicza.
Na wieży kościoła zawieszone są dwa dzwony – mniejszy z nich wykonano w roku 1909 w odlewni Franza Schillinga z Apoldy, o czym informują inskrypcje. Prócz nich na dzwonie widnieje cytat z Ewangelii wg św. Łukasza oraz symbole kotwicy, kielicha, krzyża i Pisma Świętego. Ma 70 cm średnicy, a zainstalowany przy nim młotek służy do wybijania godzin. Ma ton c". Większy dzwon, o imieniu Chrystusa Króla, odlano w zakładzie Antoniego Białkowskiego w Poznaniu w roku 1936. Ma średnicę 81 cm, wysokość 77 cm, dzwoni tonem h'. Poświęcenie instrumentu miało miejsce 25 października 1936, przeznaczony był on do klasztoru Sióstr Służebniczek Maryi, gdzie zawisł na tymczasowej dzwonnicy. Na wieży obecnej świątyni zainstalowano go po II wojnie światowej. Oba dzwony zawieszone są na jarzmach łamanych.